# Ложный шоколадный гурами
Ло́жный шокола́дный гура́ми (лат. Parasphaerichthys lineatus) — вид лабиринтовых рыб из семейства макроподовых (Osphronemidae).

## Ареал
Юго-Восточная Азия (Южная Мьянма).

## Внешний вид
Достигает размера 1,9 см.

## Биология
Самец ртом собирает оплодотворённую икру со дня и помещает её в гнездо, сооружённое из пузырьков воздуха. Несколько икринок образуют компактную массу, которая приклеивается к камням в гнезде.